# 采佩里夫 (盧茨克區)
50°41′37″N 25°10′19″E / 50.69361°N 25.17194°E
采佩里夫（烏克蘭語：Цеперів），是烏克蘭的村落，位於該國西部沃倫州，由盧茨克區負責管轄，始建於1570年，面積0.26平方公里，海拔高度192米，2001年人口185，人口密度每平方公里706.11人。